# 得勝馬路

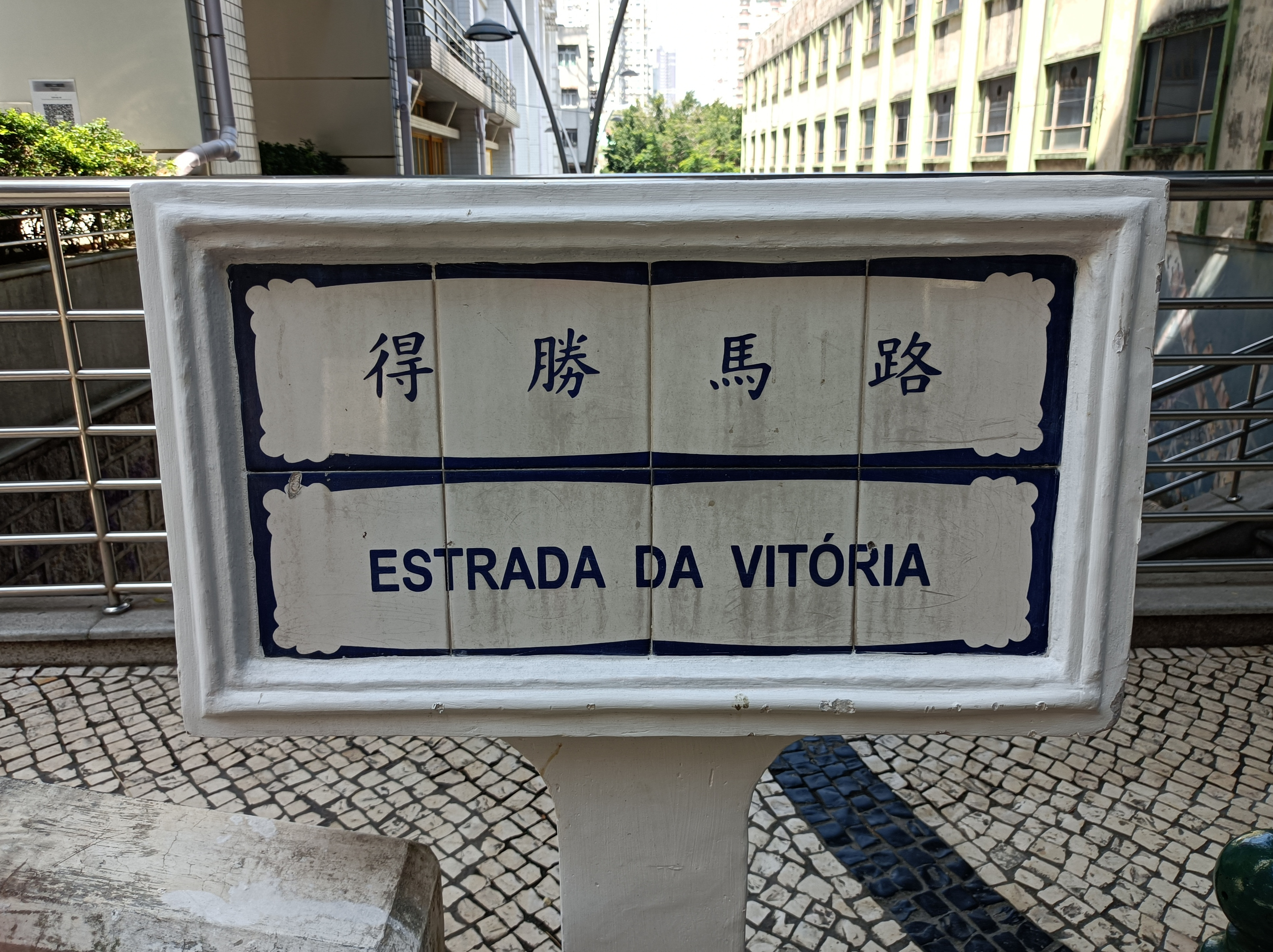
得勝馬路路牌

得勝馬路（葡萄牙語：Estrada da Vitória）是澳門的一條街道，位於澳門半島松山南麓，南北走向，由東望洋斜巷起，至二龍喉街止。得勝馬路於1905年修建，因路旁的得勝花園而得名。